# フリゲート

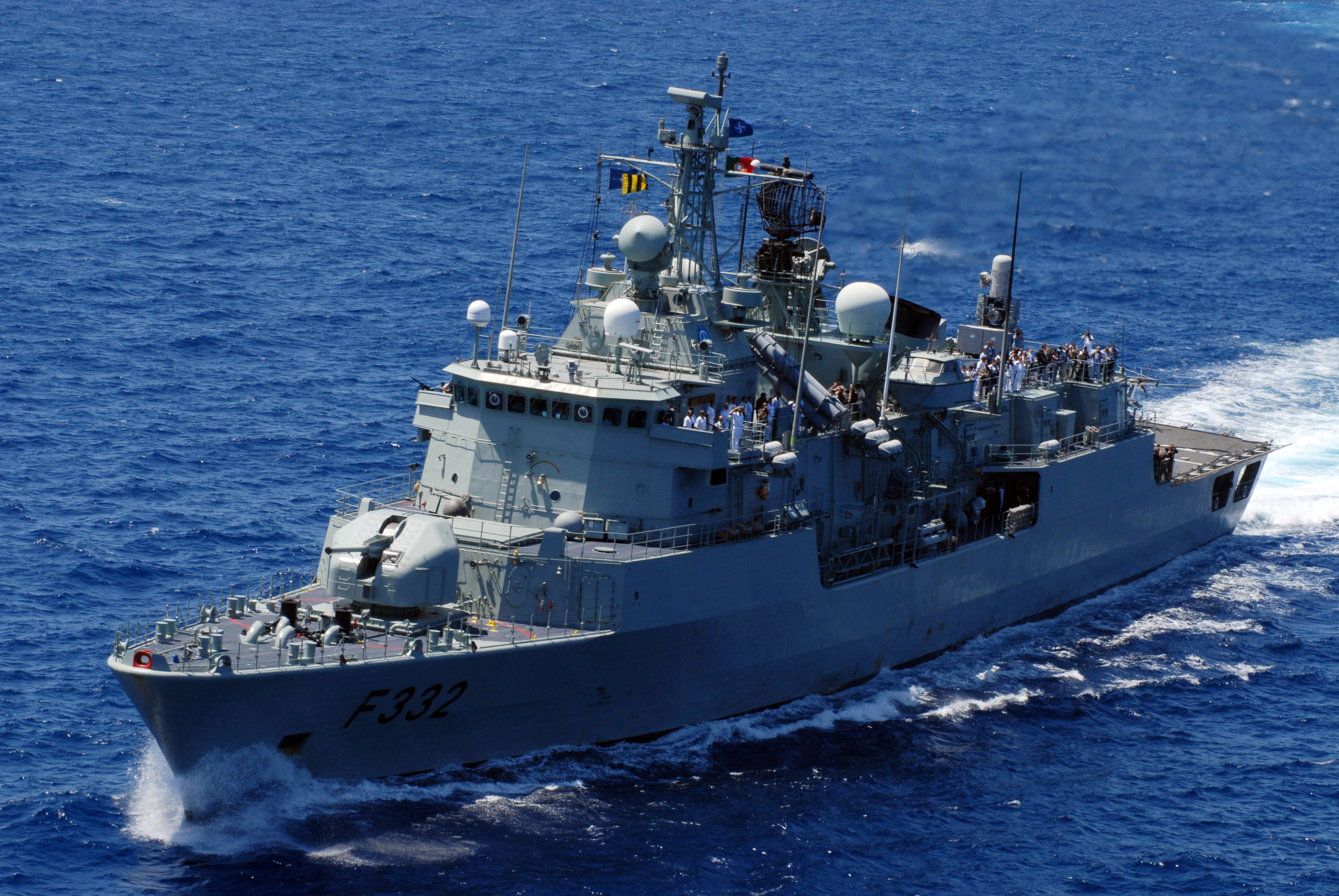
ポルトガル海軍のヴァスコ・ダ・ガマ級フリゲート。MEKO 200型フリゲートの一艦級である。

フリゲート（英語: frigate）は、軍艦の艦種の一つ。時代により様々な任務や大きさの軍艦に対して使用された名称である。元々は帆船の等級であったが、南北戦争の海戦などを経て軍艦の装甲化が進み、砲塔や蒸気機関を採用するようになると、巡洋艦という艦種へ置き換わっていった。その後、対潜・防空能力を有し、揚陸部隊、補給部隊、商船団等の護衛を任務とする艦がこのように称されるようになり、現在ではこちらが主流になっている。

## 概要
帆船時代のフリゲートは、戦列艦よりも小型・高速の遊撃艦を指し、艦隊決戦の戦列には加わらず、むしろ哨戒・通報や船団護衛・通商破壊、海外派遣などで活躍した。この艦は後に巡洋艦へと発展していったことから、「フリゲート」という単語が巡洋艦や大型駆逐艦を指していた時期もあった。しかし第二次世界大戦期にイギリス海軍が建造したリバー級を端緒として、むしろ駆逐艦より小さくコルベットよりは大きい航洋護衛艦を指すようになっていった。
日本では、"Destroyer"は「駆逐艦」、"Cruiser"は「巡洋艦」、"Battleship"は「戦艦（戦闘艦）」などと日本語訳されたが、フリゲートに関してはそのままカタカナ語として用いられている。
語尾に「艦」を付加して「フリゲート艦」と呼ばれることもあるが、「フリゲート」のみで一つの艦種を表すので、特に「艦」は付けなくてもよい。
日本とベトナムを除く漢字文化圏（中華圏、および朝鮮半島）では、「駆逐艦」と「巡洋艦」については日本での訳語がおおむね踏襲されているが、「フリゲート」については「護衛艦」（簡体字: 护卫舰、朝鮮語: 호위함）あるいは「巡防艦」（簡体字: 巡防舰）と訳されることが多い。中華民国/台湾ではフリゲートを「巡防艦」、コルベットを「護衛艦」と区別するが、中華人民共和国/中国人民解放軍では自国のフリゲートとコルベットを纏めて「護衛艦」と呼称するのが一般的で、それぞれの海軍の艦艇もそのように区別される。
海軍中佐の呼称として、ヨーロッパ大陸の一部では「フリゲートの艦長」に相当する語を用いる例がある。
- ドイツ海軍：Fregattenkapitän
- フランス海軍：Capitaine de frégate
- イタリア海軍：Capitano di fregata
- スペイン海軍：Capitán de Fragata
- ポルトガル海軍：Capitão-de-fragata

## 帆走フリゲート

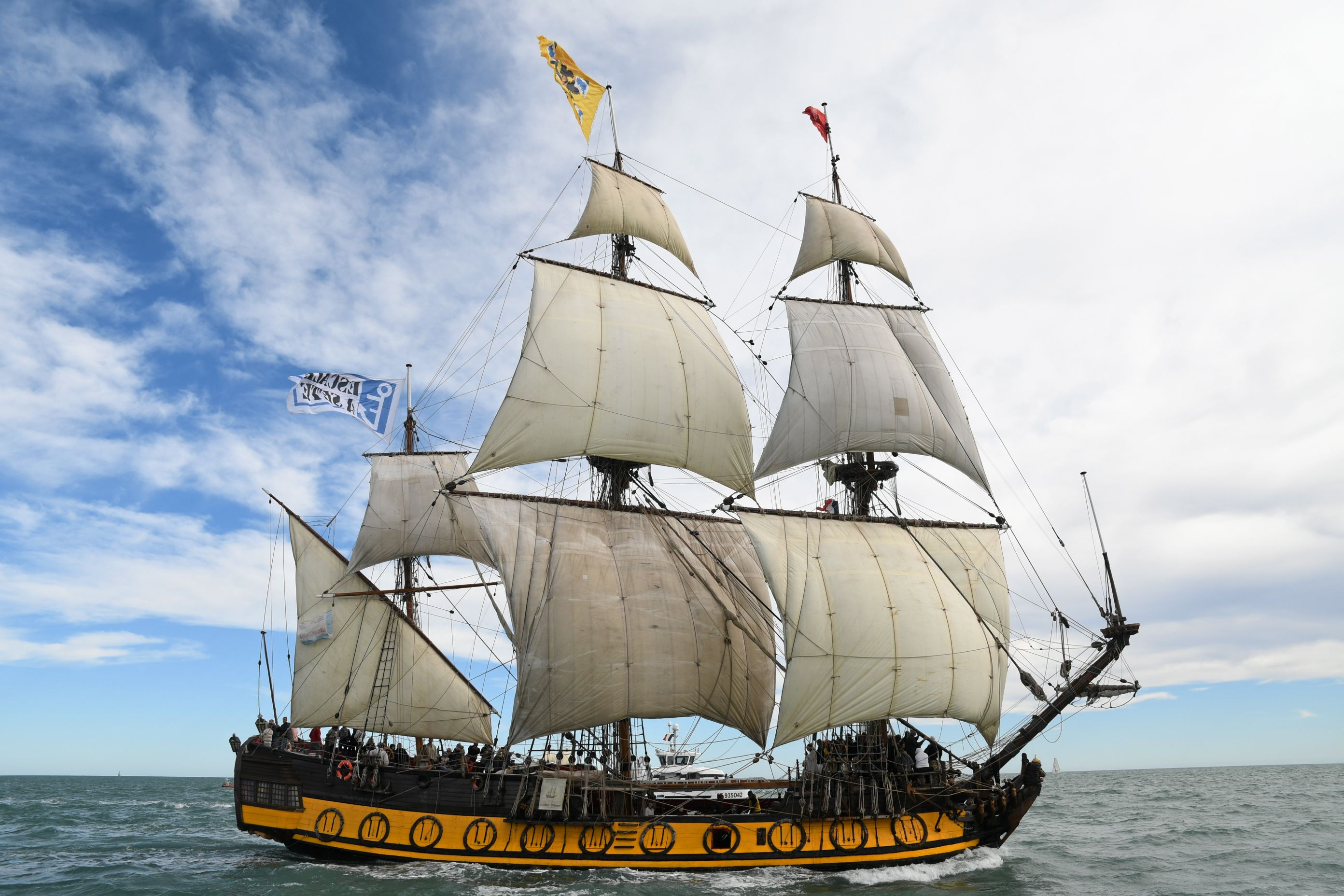
ロシア帝国海軍「シュタンダルト」(レプリカ)

「フリゲート」という単語はイタリア語の「フレガータ」（fregata）を語源とする。これは地中海で用いられたガレー船であり、複数のマストと帆、多数の橈を備えた快速船（小型の速い船）の別称であったが、のちに転じて、広く快速の帆走軍艦を指すようになった。イギリス海軍初のフリゲートは諸説あるが、一般的には鹵獲したフランスの私掠船を模して建造され、1646年に進水した「コンスタント・ワーウィック」とされる。
どの程度の軍艦を「フリゲート」として類別するかは定見がなく、判然としない部分があるが、おおむね備砲24～40門程度のシップ型の軍艦がこのように称された。一般的に砲列甲板は単層で、甲板長は40メートル程度、排水量は1,000トン程度であった。また18世紀ごろに備砲の数による等級制度が整備されると、5等艦・6等艦がフリゲートとされるようになった。この時代のフリゲートは、勅任艦長（海佐艦長）が艦長に任ぜられる最小規模の軍艦であり、艦隊決戦では戦列には加わらずに通信の中継や損傷艦曳航などの補助的任務にあたっていた。特に快速力と高性能を活用した偵察・通報はフリゲートの独壇場であり、「艦隊の目」として若く有能な艦長が配される事が多かった。また決戦以外の場でも、敵国の船舶に対する通商破壊や、逆に敵の私掠船・通商破壊艦を撃退するシーレーン防衛により、多くの戦歴が記録された。特に敵船の拿捕に成功すれば捕獲賞金の分配があり、海軍将兵としての薄給を遥かに上回る収入を一気に得ることができたことから、フリゲートへの乗り組みは海軍将兵の憧れの的であった。腕の良い艦長であれば年収250年分の捕獲賞金を得た例もあったとされるが、逆に捕獲賞金に釣られた艦長が商船狩りに熱中して作戦をなおざりにした例もあり、大局的見地からは弊害も少なくなかった。
フランス革命戦争・ナポレオン戦争を通じて、フリゲートの大型化・火力強化が進められた。例えばイギリス海軍では、1794年の時点では12ポンド砲搭載の32門艦と28門艦が多数を占めていたが、1814年の時点では18ポンド砲を主砲とした38門艦と36門艦が主力となっていた。またアメリカ海軍は、1794年の再設立以降は戦列艦を持たなかったこともあって、24ポンド砲を主砲とする44門艦・36門艦と、他国よりも重武装・大型のフリゲートを主力とした。折からの英海軍の慢性的な乗員不足による戦力低下もあって、独立戦争・米英戦争ではイギリス海軍のフリゲートに対して優位に立った。米英戦争における海戦の勝利はアメリカに自信を与え、イギリス海軍のフリゲートは戦訓から巨大化していった。
19世紀に入って舶用蒸気機関が普及すると、1839年進水のイギリス海軍「サイクロプス」を端緒としてフリゲートにも導入され、機帆船の時代となった。当初は外輪船の方式であったが、舷側砲の設置を妨げるうえ、クリミア戦争において攻撃に対する脆弱性が露呈し、まもなくスクリュープロペラによる推進が主力となった。日本でも江戸幕府（幕府海軍）が、オランダ製の帆走フリゲート「開陽」を輸入している。さらに北アメリカ大陸の南北戦争で装甲艦に砲塔を備えたモニター艦が出現し、軍艦の歴史に新たな潮流がうまれた。またアメリカ連合国海軍（南軍）の装甲艦バージニアは、北軍の従来型フリゲート艦を圧倒する大戦果をあげた。このように南北戦争の海戦で装甲艦が活躍し、木造船では装甲艦に歯が立たないことが明確になる。列強各国は装甲艦（甲鉄艦）の建造に邁進した。航走手段も帆から推進機へに変わっていく流れの中、帆装に基づく従来の類別法とは異なる名称が望まれるようになり、イギリス海軍では1875年進水の「シャノン」を端緒として「巡洋艦」という名称が使われるようになり、1878年には、既存のフリゲートとコルベットは巡洋艦に類別変更された（旧来の艦種呼称も1880年代までは公文書で用いられていた）。フランス海軍でも1882年進水の「ヴォーバン」は巡航鋼鉄艦（Cuirassé de Croisière）と称され、「フリゲート」の名称は使われなくなっていった。

## 航洋護衛艦

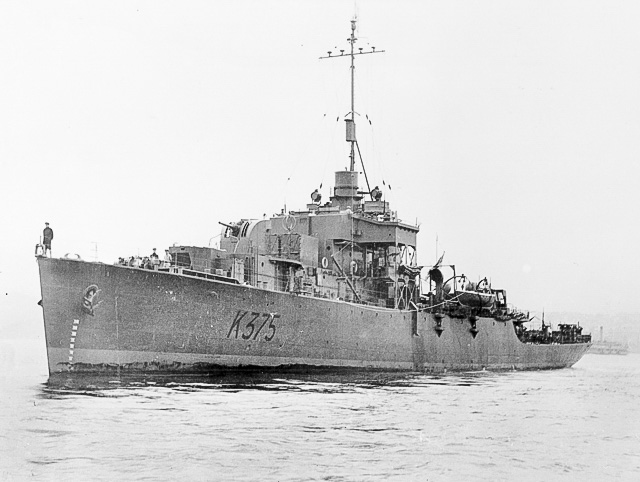
イギリス海軍のリバー級フリゲート

戦間期のイギリス海軍は、ロンドン海軍軍縮条約での制約が駆逐艦よりも緩いスループを船団護衛に充当する方針としていた。しかしスループはいずれも従来の軍艦を踏襲した複雑な設計を採用しており、第二次世界大戦勃発に伴う戦時急造への対応は難しかったため、まず局地防衛用として、捕鯨船の設計を発展させたフラワー級コルベットが建造された。戦局の窮迫を受けて、同級は当初想定されていた近海域に留まらず、大西洋の戦いに広く投入されていったが、局地防衛艦ゆえの艦型の小ささと速力の遅さによる外洋行動能力の低さが顕在化したことから、より大型で外洋行動に適し、しかも量産性に優れた護衛艦が求められることとなった。
これに応じて建造されたのがリバー級であり、当初は「高速コルベット」、後に「二軸コルベット」と称されていたが、1943年2月、コルベットより上位の軍艦として「フリゲート」と再種別され、近代型フリゲートの嚆矢となった。アメリカ海軍では、駆逐艦に準じた構造で同様の任務に充当するための護衛駆逐艦（DE）とともに、リバー級に準じたタコマ級フリゲート（PF）も建造した。当初、フリゲートは2等スループとみなされていたが、戦後には、長距離航洋護衛艦が広くこのように称されるようになった。1953年にはタコマ級フリゲートが海上警備隊（警備隊）に引渡され、くす型護衛艦となっている。
ただし、駆逐艦など、他の艦種との区別は当初より不明瞭であった。現在では、ジェーン海軍年鑑やアメリカ海軍協会（USNI）の「コンバット・フリート」など第三者による年鑑では、巡洋艦や駆逐艦より小さく、コルベットより大きい水上戦闘艦を表す一般的なカテゴリとして用いられている。これらの年鑑では運用当事者による分類を加味しているが、国際戦略研究所の年報「ミリタリー・バランス」では、満載排水量1,500-4,500トンの戦闘艦を一律にフリゲートと類別している。また代を重ねるごとに大型化が進み、21世紀に入るとドイツ海軍のバーデン・ヴュルテンベルク級フリゲートを端緒として、6,000トン級以上のフリゲートも登場した。

## 大型駆逐艦

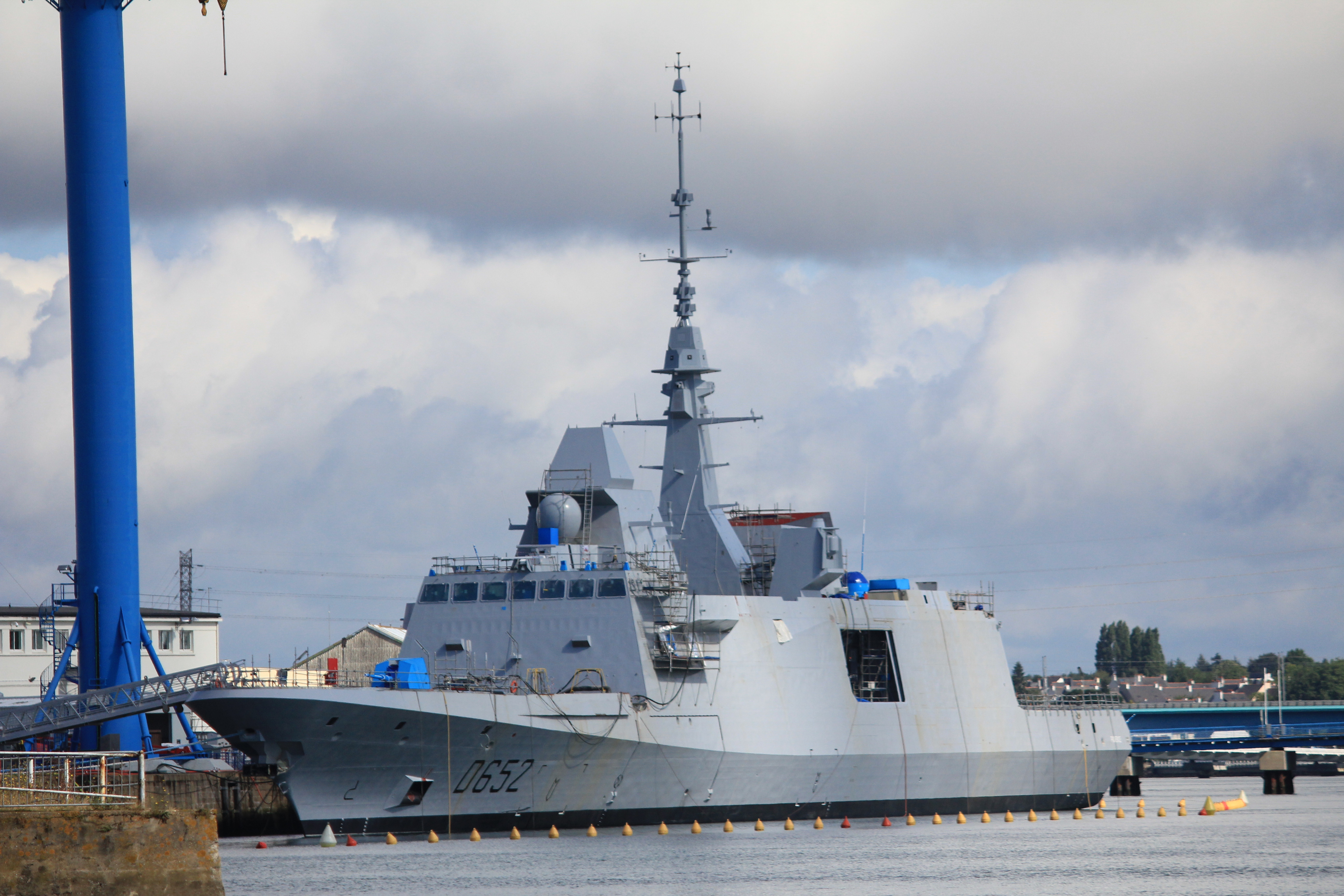
フランス海軍のアキテーヌ級駆逐艦「プロヴァンス」。フランス海軍は「多任務フリゲート」と称しつつ、駆逐艦としての艦種記号を付与している。

上記の経緯により、「フリゲート」の名称は、同時期の駆逐艦やスループよりも格下の艦を指すものとして復活した。一方で、帆船時代のフリゲートは巡洋艦の先駆者にあたり、むしろ単語のニュアンスとしては巡洋艦に近いものと考えられていた。例えばリバー級の登場以前の1935年度計画で、イギリス海軍は巡洋艦の任務を肩代わりできる駆逐艦の建造に着手したが、当初はこれを「フリゲート」と称することも検討された。ただしこの時点では艦種呼称として廃止されていたことから、これは実現せず、完成したトライバル級は単に「駆逐艦」とされた。
第二次世界大戦後のアメリカ海軍では、タコマ級の評価は高くなく、また主機の運用面の理由から沿岸警備隊の乗員によって運用されていたこともあって早期に退役し、船団護衛用としては、護衛駆逐艦の流れを汲む艦を航洋護衛艦（Ocean Escort；艦種記号はDEのまま）として整備しており、「フリゲート」の名称は途絶えることになった。
一方、1951年には嚮導駆逐艦（Destroyer leader, DL）という艦種が新設され、対潜巡洋艦（sub-killer cruiser, CLK）として建造された「ノーフォーク」と、新世代の高速艦隊護衛艦のプロトタイプとして建造されたミッチャー級とがこれに類別されていた。しかしこれらの艦は、嚮導艦として他の艦を指揮するというよりは、機動部隊の直衛艦として自ら戦闘にあたることから、「嚮導艦」との名称は相応しくないと指摘された。むしろ任務としては帆船時代のフリゲートに近いことから、1954年6月、基本計画審議委員会（Ship Characteristics Board, SCB）は、「嚮導駆逐艦」にかえて「フリゲート」との名称を提言し、これは受諾された。またフランス海軍でも、アメリカ海軍のリーヒ級ミサイル・フリゲート（DLG）と同様の高速空母機動部隊の直衛艦として、1960-65年度計画で建造したシュフラン級を端緒として、大型水上戦闘艦に「フリゲート」（Frégates）の名称を与えている。
しかし多くの海軍は、イギリス海軍による航洋護衛艦としての「フリゲート」という名称を受け入れつつあり、アメリカ海軍はその趨勢から外れつつあった。またソ連海軍独自の艦種呼称を西側で翻訳する際にも、イギリス式の類別法が用いられていたことから、ソ連海軍の「巡洋艦」よりもアメリカ海軍の「フリゲート」のほうが大型で有力であるケースが多くなり、誤解を招く恐れが指摘されるようになった。このことから、1975年に至って、アメリカも他国との共通化を図ることになった (United States Navy 1975 ship reclassification) 。従来のフリゲートのうち大型の艦は巡洋艦に、小型の艦は駆逐艦に分類し、従来の航洋護衛艦をフリゲートと改め、艦種記号も新たにFF/FFGを与えた。またフランス海軍でも、呼称としては「フリゲート」とする一方、北大西洋条約機構（NATO）で標準化されたペナント・ナンバーの種別としては、艦の規模に応じて、フリゲートを意味する「F」ではなく駆逐艦を意味する「D」を付されている艦も多い。